# Rozstęp naczyń

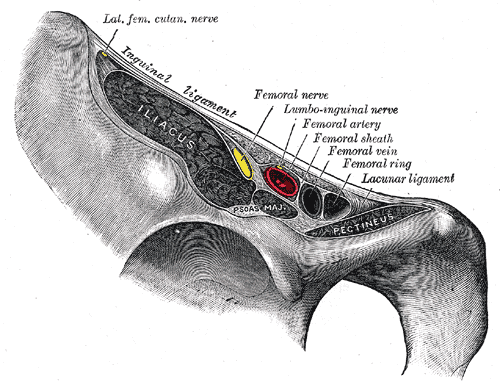
Struktury przechodzące pod więzadłem pachwinowym (Inguinal ligament). Po prawej stronie, w obrębie rozstępu naczyń, oznaczone: gałąź udowa nerwu płciowo-udowego (Lumbo-unguinal nerve), tętnica udowa (Femoral artery), żyła udowa (Femoral vein), pierścień udowy (Femoral ring).

Rozstęp naczyń (łac. lacuna vasorum) – w anatomii człowieka przyśrodkowa, mniejsza część przestrzeni (rozstępu wspólnego, lacuna communis) pomiędzy więzadłem pachwinowym a przednim brzegiem kości miednicznej, łączącej jamę brzuszną z udem. Od części bocznej rozstępu wspólnego (rozstępu mięśni) oddziela go łuk biodrowo-łonowy (arcus iliopectineus), pasmo ścięgniste rozciągnięte między dolną stroną więzadła pachwinowego a wyniosłością biodrowo-łonową kości łonowej. Z tyłu ograniczony jest gałęzią górną kości łonowej.
Najbardziej bocznie przechodzi przez niego tętnica biodrowa zewnętrzna, zmieniająca w tym miejscu nazwę na tętnicę udową, a z przodu od niej gałąź udowa nerwu płciowo-udowego (ramus femoralis nervi genitofemoralis, nervus lumbounguinalis). Przyśrodkowo od tętnicy biegnie żyła udowa zmieniająca się tu w żyłę biodrową zewnętrzną. Najbardziej przyśrodkową częścią rozstępu naczyń jest pierścień udowy, przez który przechodzą naczynia chłonne.